# André Waterkeyn

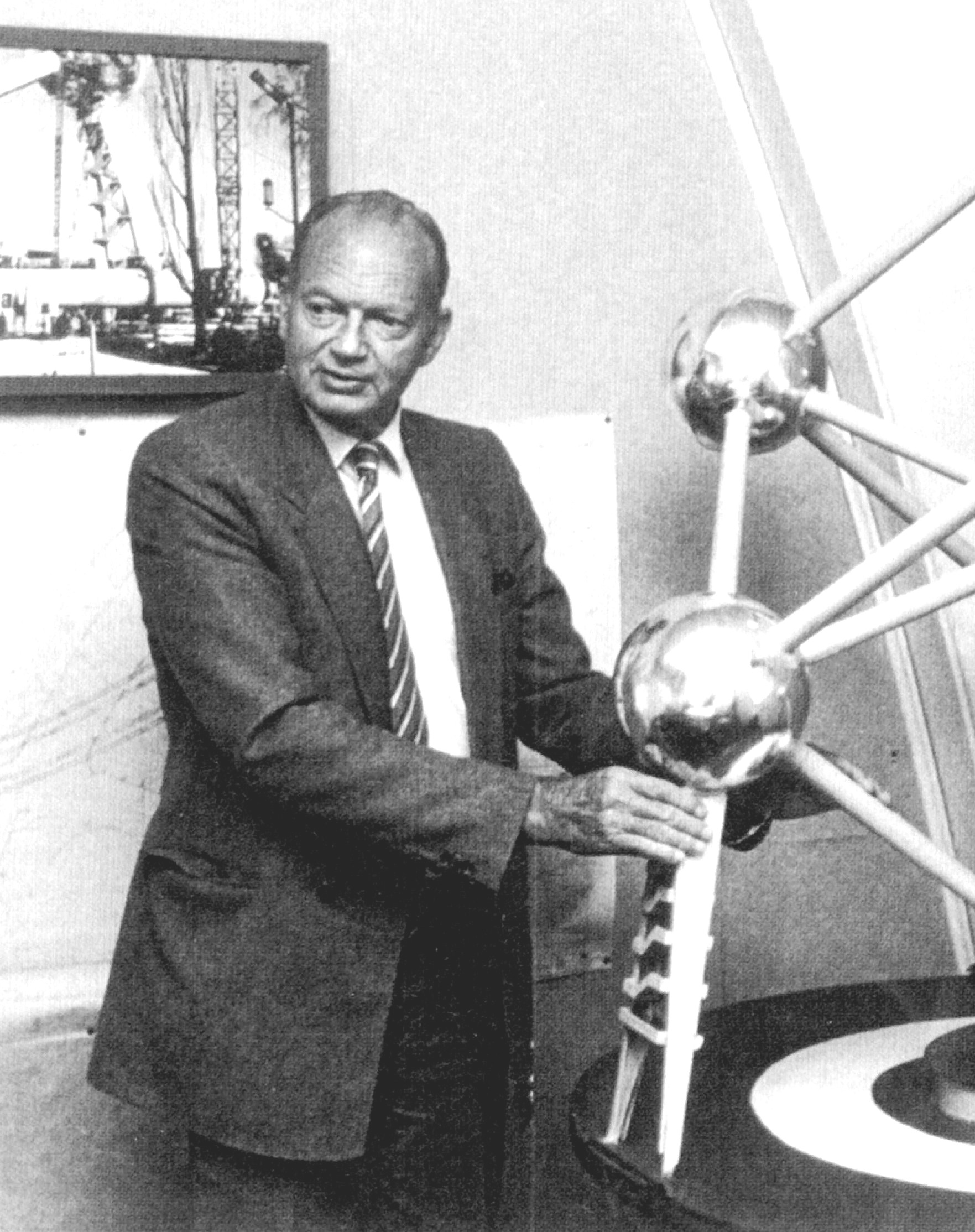
Ingenieur André Waterkeyn und das von ihm entworfene Atomiummodell (um 1962)

André Waterkeyn (* 23. August 1917 in Wimbledon; † 4. Oktober 2005 in Brüssel) war ein belgischer Ingenieur.
André H. J. Waterkeyn plante das Atomium in Brüssel für die Weltausstellung von 1958 als Symbol des wissenschaftlichen Fortschritts und erbaute es zusammen mit André und Jean Polak. Er begleitete auch die aufwendige Restaurierung des Bauwerks bis zu seinem Tod.
Waterkeyn war Direktor bei der Firma Fabrimetal, einem großen belgischen Stahlproduzenten.
Waterkeyn war auch ein Hockeyspieler, der für Belgien 1948 an den Olympischen Spielen in London teilnahm.